# Consell comunal de Strassen (Luxemburg)
El consell comunal de Strassen (francès: Conseil communal de Strassen) és el consell local de la comuna de Strassen, al centre de Luxemburg.
És constituït per onze membres, escollits cada sis anys mitjançant representació proporcional. Les darreres eleccions es van realitzar el 9 d'octubre de 2005, va donar lloc a la victòria del Partit Democràtic (PD). Al collège échevinal, el Partit Socialista dels Treballadors (LSAP), forma una coalició amb el Partit Popular Social Cristià (CSV) i Els Verds sota el lideratge de l'alcalde del LSAP Gaston Greiveldinger.
| Partit                    | Partit                                     | Escons | Regidors                                                     |
| ------------------------- | ------------------------------------------ | ------ | ------------------------------------------------------------ |
|                           | Partit Socialista dels Treballadors (LSAP) | 4      | Marc Fischer, Juliane Gallion, Claude Hilges, Léandre Kandel |
|                           | Partit Popular Social Cristià (CSV)        | 3      | Jean-Marie Dürrer, Franèois Gleis, Nico Pundel               |
|                           | Partit Democràtic (PD)                     | 2      | Gaston Greiveldinger, Betty Welter-Gaul                      |
|                           | Els Verds                                  | 2      | Roland Bestgen, Jean-Paul Faber                              |
| Font:Le Conseil Communal> |                                            |        |                                                              |